# Channeled Scablands
Els Channeled Scablands (territoris erms acanalats) són una zona d'erosió a l'estat de Washington (Estats Units).
El nom "Channeled Scablands" apareix a principis de la dècada de 1920 quan el geòleg nord-americà J. Harlen Bretz va confirmar que aquestes formacions van ser producte de les inundacions de l'antic llac Missoula, que van erosionar la zona oriental de l'estat i l'altiplà de Columbia durant el Plistocè.

## Història
Bretz va realitzar una investigació i va publicar molts articles durant la dècada de 1920 que descriuen els Scablands. Les teories de com es van formar, apunten a inundacions breus, però alhora immenses (2.100 km3), per a les quals Bretz no tenia explicació. Les seves teories, aparentment catastrofistes, van tenir l'oposició dels geòlegs de l'època, que van intentar explicar les característiques dels Scablands amb teories uniformistes, afirmant que van ser modelats per processos que encara actuen actualment. J.T. Pardee, el 1925, va suggerir a Bretz que el drenatge d'un gran llac glacial podria explicar els fluxos d'aquella magnitud. Pardee va continuar la seva recerca durant els següents trenta anys, recollint i analitzant proves que finalment van identificar el llac Missoula com l'origen de les inundacions.

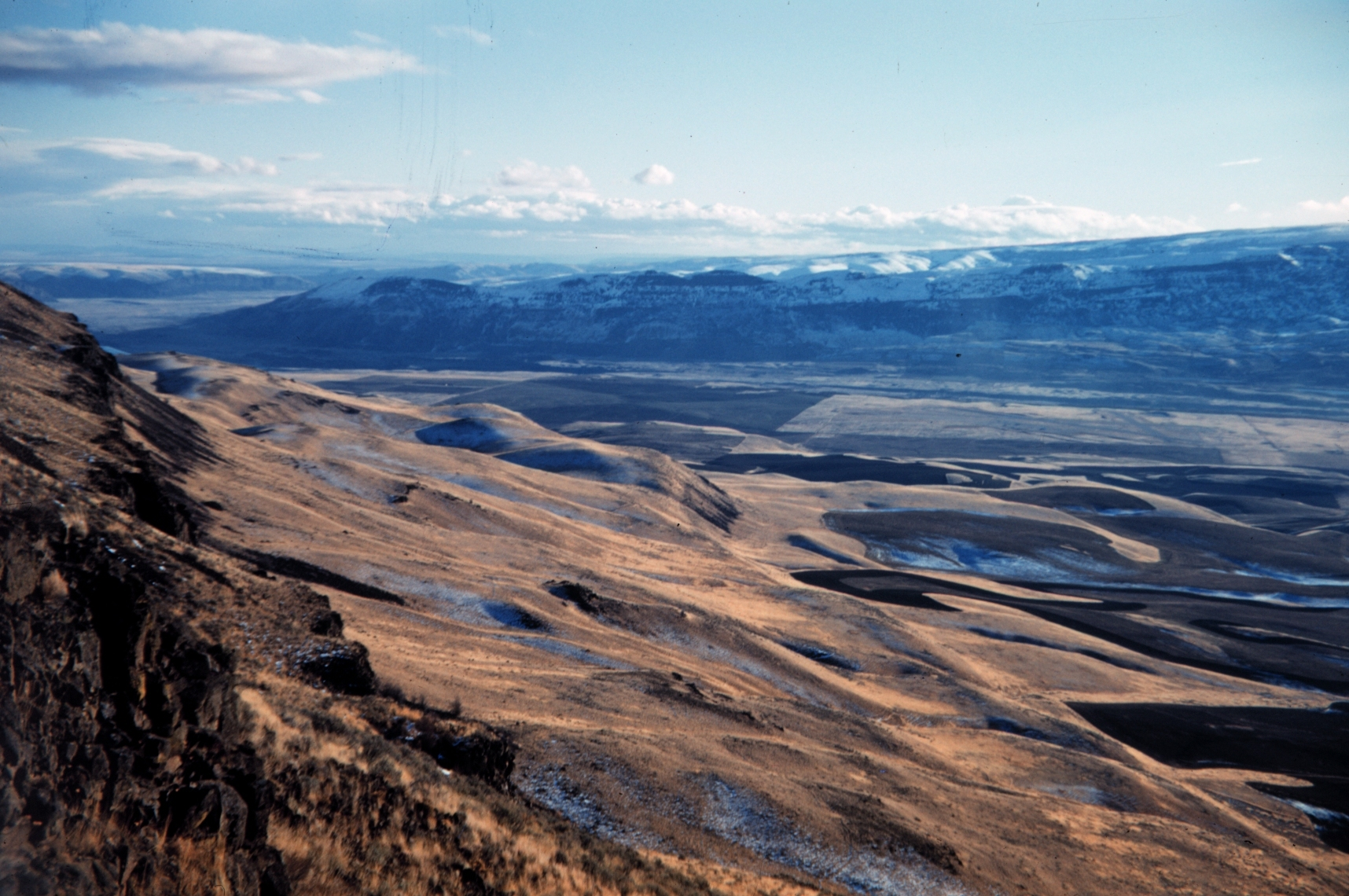
Vista d'una zona dels Channeled Scablands a prop de Wenatchee (Washington), on es poden observar les formes de relleu produïdes pel gran fluxe. NOAA Photo Library, 1948